# Recept (läkemedel)

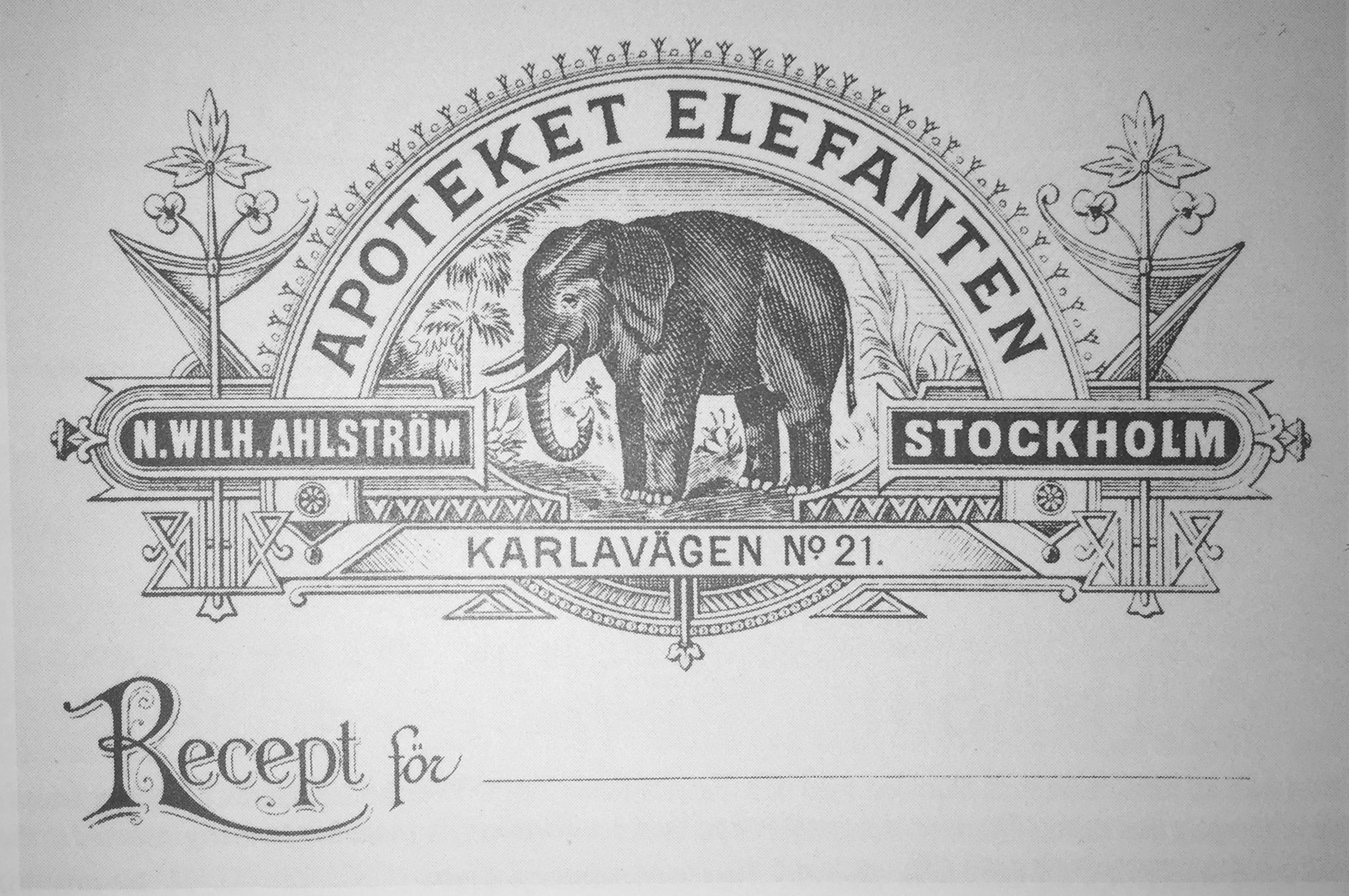
Äldre recept från Apoteket Elefanten.

Recept är en läkares, tandläkares, veterinärs, distriktssköterskas, barnmorskas eller tandhygienists anvisning till apotek om typ av läkemedel samt dosering. Receptet skrivs ut och lämnas till patienten, rings in eller e-postas direkt till apoteket. Receptblanketten är fastställd av Läkemedelsverket genom en föreskrift.
Det finns flera olika typer av recept såsom recept för humanläkemedel, recept för kontrolläkemedel (narkotikaklassade läkemedel), faxrecept, recept för veterinärläkemedel.
Om det finns likvärdiga preparat med samma verksamma ämne, som det preparat läkaren förskrivit, men som är billigare, ska enligt lag det billigaste preparatet expedieras. Detta har betydelse för belastningen på det högkostnadsskydd och frikort som patienten eventuellt är berättigad till.
Expediering av det dyrare alternativet kan dock göras i följande fall:
- Det finns någon medicinsk anledning till att exakt det på receptet angivna preparatet måste expedieras, och att förskrivaren angivit detta på receptet
- Patient som har högkostnadsskydd eller frikort är beredd att själv stå för prisskillnaden mellan det billigaste preparatet och det preparat som angivits på receptet

Föreskriften om billigaste alternativ har även betydelse för statens kostnader (d.v.s. skattemedel) för de förmåner högkostnadsskydd och frikort innebär.
| Innehåll          | Kommentar | Exempel                                                  |
| ----------------- | --- | -------------------------------------------------------- |
| Giltighet         | Ett recept är giltigt ett år om inget annat har angivits                                                                           |                                                          |
| Namn              | Namn måste alltid finnas med på receptet, om det är ett kontrolläkemedel måste också personnummer finnas med.                      |                                                          |
| Namn på läkemedel | Det är alltid handelsnamnet (exempelvis Alvedon) som skall anges och inte substansnamnet (exempelvis paracetamol)                  | Alvedon                                                  |
| Beredningsform    | | Tabletter                                                |
| Styrkan           | | 500 mg                                                   |
| Dosering          | Dosering och max dos anges i doseringsrutan, ibland också indikation                                                               | 1-2 tabletter 4 gånger dagligen. Max 8 per dag. Mot värk |
| Förmån            | Förskrivaren kan välja om läkemedlet skall ingå i högkostnadsskyddet eller inte. Detta markerar förskrivaren med signum i rutan    |                                                          |
| Förskrivarkod     | En sjusiffrig kod som är unik för varje legitimerad läkare och tandläkare, denna information finns också i streckkoden på receptet |                                                          |
| Arbetsplatskod    | 13-siffrig kod som anger vilken arbetsplats läkaren eller tandläkaren arbetar på                                                   |                                                          |